# Balsa

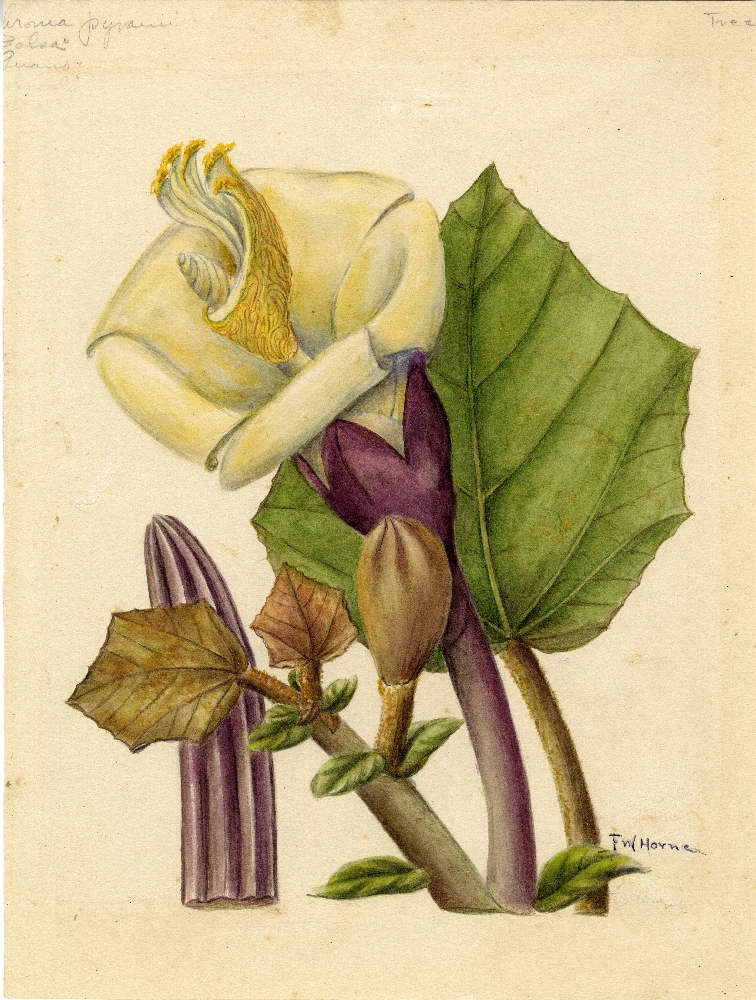
Květ a list balsového stromu, Frances W. Horne

Balsa je lehké a měkké dřevo, pocházející ze stromu jménem balzovník jihoamerický, rostoucího v tropických deštných lesích Střední a Jižní Ameriky.

## Výskyt
Přírodní výskyt je v deštných pralesích střední a Jižní Ameriky. Severní hranice rozšíření stromu je jih Mexika,
- ostrovy Karibiku (Velké a Malé Antily),
- střední Amerika (jih Mexika, Honduras, Belize, Guatemala, Salvador, Nikaragua, Kostarika, Panama),
- státy v povodí Amazonky (Bolívie, Guyana, Ekvádor, Brazílie, Kolumbie, Surinam, Venezuela, Francouzská Guyana).

V zemích výskytu mají balsové stromy odlišné lokální názvy, např. topa (Peru), tacarirua (Venezuela), gatillo (Nikaragua),
guano (Honduras), gonote či maho (Mexiko).
Balsové stromy rostou v přírodě v malých skupinkách daleko od sebe. V Equadoru je známa pod jménem boya. Roste velmi rychle. Za 6 měsíců po vyklíčení má kmen průměr kolem 3 cm a je vysoký asi 30 cm. Kácí se po 6–10 letech. To má 18–25 m a kmen má průměr 30–110 cm. Pokud roste volně, dosahuje průměr kmene až 2 m.

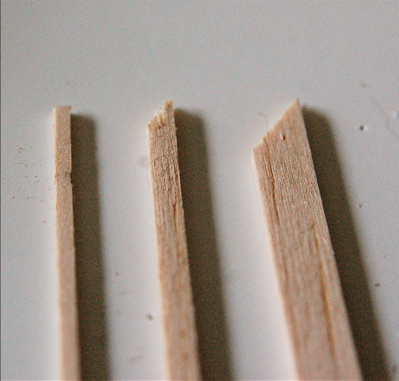
Balsové dřevo

## Balsové dřevo
Balsové dřevo je výrazně pórovité a má mimořádně malou hustotu (0,1–0,2, maximálně 0,4 g/cm³). Barva dřeva je obecně světlá, vyskytují se odstíny bílé, šedé či světle hnědé.

### Použití balsového dřeva
Indiáni Jižní Ameriky používají balsové dřevo jako materiál pro stavbu vorů. Ve španělštině slovo balsa znamená vor. Roku 1947 se balsové vory dostaly do obecného povědomí díky plavbě norského cestovatele Thora Heyerdahla, který za použití původních indiánských technologií vyrobil balsový vor, který nazval Kon-Tiki, a vykonal s ním plavbu dlouhou 6800 km napříč Tichým oceánem.
Díky své nízké hustotě je balsové dřevo oblíbeným materiálem pro stavbu leteckých modelů.
Balsové dřevo je nejlehčí ze všech dřev na světě.